# Solpugisticella kenyae
Genre
Espèce
Solpugisticella kenyae, unique représentant du genre Solpugisticella, est une espèce de solifuges de la famille des Solpugidae.

## Distribution
Cette espèce est endémique du Kenya.

## Étymologie
Son nom d'espèce lui a été donné en référence au lieu de sa découverte, le Kenya.

## Publication originale
- Turk, 1960 : On some sundry species of solifugids in the collection of the Hebrew University of Jerusalem. Proceedings of the Zoological Society of London, vol. 135, p. 105-124.